# Мрыхина, Матрёна Абрамовна
Матрёна Абрамовна Мрыхина (1918—1992) — советская работница сельского хозяйства, трактористка совхоза «Мещеряковский» Верхнедонского района Ростовской области, Герой Социалистического Труда

## Биография
Матрёна Абрамовна Мрыхина родилась в 1918 году в хуторе Мрыховский ныне Верхнедонского района Ростовской области.
С 15 лет работала в колхозе имени «Октябрьской Революции» погонщицей быков. Осенью 1937 года прошла обучение на курсах механизаторов МТС в станице Мигулинской и с весны 1938 года стала трудиться трактористкой в том же хозяйстве.
Когда началась Великая Отечественная война, работала на тракторе в две, три смены. Перед приходом фашистов на Верхний Дон переправляла трактора с правого берега Дона на левый, подальше от линии фронта.
После изгнания врагов с территории района в 1943 году вместе с женщинами и подростками занималась ремонтом оставшихся тракторов, затем была назначена бригадиром женской тракторной бригады. Ее бригада после войны работала как на полях колхоза, так и на закладке фруктового сада хозяйства. Благодаря самоотверженному труду и правильной организации работы коллектив добивалась высоких производственных результатов, за что бригадир была не раз награждена Почётными грамотами. Позже Матрёна Абрамовна была удостоена почётного звания «Ударник коммунистического труда». Портрет М. А. Мрыхиной многие годы украшал районную Доску Почета. Перенимать опыт работы, к ней приезжали не только трактористы района, но и труженики области.
Указом Президиума Верховного Совета СССР от 23 июня 1966 года за успехи, достигнутые в увеличении производства и заготовок пшеницы, ржи, гречихи, других зерновых и кормовых культур и высокопроизводительном использовании техники, Мрыхиной Матрёне Абрамовне присвоено звание Героя Социалистического Труда с вручением ордена Ленина и золотой медали «Серп и Молот».
После получения высокой награды продолжила активно работать бригадиром вплоть до 1972 года. В этом же году по состоянию здоровья перешла работать в совхозную столовую разнорабочей.
В 1973 году Матрёна Абрамовна вышла на пенсию и занялась воспитанием троих внуков и ведением большого личного подсобного хозяйства, принимала активное участие в общественной жизни своего хутора: пела в Доме культуры в хоре, участвовала в районных конкурсах самодеятельности.